# Coeur de Lion (Schiff)
Die Coeur de Lion (dt. „Löwenherz“; korrekt französisch eigentlich Cœur de lion, jedoch ist unklar, welche Schreibung damals tatsächlich genutzt wurde) war zeitweilig ein Schiff der United States Navy. 

## Geschichte
Erbaut wurde das Schiff 1853 in Coxsackie am Hudson River und als ziviles Dampfboot mit 100 Tonnen Tragfähigkeit und Seitenradantrieb in Betrieb genommen. Sie wurde später durch das Lighthouse Board als Leuchtturmversorger genutzt. Mit Ausbruch des amerikanischen Bürgerkriegs wurde sie an die United States Navy ausgeliehen und mit einem gezogenen 30-Pfünder mit dem Kaliber 10,7 Zentimeter und je einem gezogenen und einem Glattrohr-12-Pfünder als Kanonenboot ausgerüstet. Im Juni 1865 wurde sie an die Leuchtturmbehörde zurückgegeben und 1867 von dieser verkauft. Bis etwa 1873 diente sie unter dem Namen Alice noch als Handelsschiff. Dann wurde sie aus dem Schiffsregister gestrichen.

## Militärische Aktivitäten
1861 schleppte sie Kähne, von denen die Beobachtungsballons des Union Army Balloon Corps unter dem Chefpiloten Thaddeus S. C. Lowe gestartet wurden. Im Bereich der Chesapeake Bay, auf dem Potomac River und auf anderen Flüssen Virginias störte sie 1862–1864 unter dem Kommando von William G. Morris die Aktivitäten der Blockadebrecher der Konföderierten und erbeutete bzw. versenkte acht ihrer Segelschiffe. Im April 1863 beschoss sie feindliche Batterien am Nansemond River, bis diese sich ergaben.